# Johann Lyttich
Johann Lyttich   (Plauen, c. 1581 - 1611) fou un músic alemany del Barroc. Fou professor del Col·legi d'Eisleben i cantor de l'església de Sant Nicolau d'aquella ciutat. Va escriure: Venus Glöcklein oder neue weltliche Gesänge, mit aumuthigen Melodien und lustigen Texten, auff 4 und 5 Stimmen componist (Jena, 1610); Sales venercae musicales (Jena, 1610); Musikalische Streitkranzlein hiebevorn von den allerfürtreflichstein und beruhmbtesten componisten, in welcher Sprach, pro certamine, mitsonderlichen Fleiss, und auffskindlichst (Nuremberg, 1612); Rosenthal, oder neue aertige Melodien mit lustigen politischen Texten auff 4 und 5 Stimmen.